# 新马尔西科
新马尔西科（義大利語：Marsico Nuovo）是意大利波坦察省的一个市镇。总面积101平方公里，人口4608人，人口密度45.6人/平方公里（2009年）。ISTAT代码为076045。